# Хован, Адриан
Хо́ван А́дриан (словац. Adrian Chovan; род. 8 октября 1995, Партизанске, Тренчинский край) — словацкий футболист, вратарь сборной Словакии по футболу до 21 года и греческого клуба «Пансерраикос». Обладатель Кубка Словакии в составе  «Тренчина».

## Биография
Хован Адриан перешёл в «Тренчин» из словацкого молодёжного клуба «Джуниор Каньяка» в 2011 году. 4 ноября 2015 года он сыграл свой первый матч за команду в кубке Словнафт против клуба «Дольны-Кубин». Матч завершился со счетом 1-4 в пользу «Тренчина». В сезоне 2015/16 Адриан сыграл 5 матчей, пропустив 5 мячей.
Адриан Хован провёл 7 матчей за национальную сборную, участвовал в квалификации Чемпионата Европы до 21 года и пропустил в общей сложности 8 мячей.